# Неявная функция
Неявное уравнение — это отношение вида {\displaystyle R(x_{1},\dots ,x_{n})=0}, где R является функцией нескольких переменных (зачастую многочленом). Например, неявным уравнением единичной окружности является {\displaystyle x^{2}+y^{2}-1=0}.
Неявная функция — это функция, заданная неявным уравнением как связь одной из переменных (значение) с другими переменными (аргументами). Так, неявная функция y в контексте единичной окружности определяется неявно уравнением {\displaystyle x^{2}+f(x)^{2}-1=0}. Это неявное уравнение определяет f как функцию от x, если только {\displaystyle -1\leqslant x\leqslant 1} и рассматриваются только неотрицательные (или только неположительные) значения функции.
Теорема о неявной функции даёт условия, при которых некоторого рода отношения определяют неявную функцию, а именно отношения определённые как индикатор множества нулей некоторой непрерывно дифференцируемой функции многих переменных.

## Примеры

### Обратные функции
Типичным видом неявной функции является обратная функция. Не все функции имеют единственную обратную функцию. Если g является функцией от x, имеющей единственную обратную функцию, то обратная функция к g, обозначаемая как {\displaystyle g^{-1}}, является единственной функцией, дающей решение уравнения
{\displaystyle y=g(x)}
по x в терминах y. Решение можно тогда записать как:
{\displaystyle x=g^{-1}(y)\,.}
Определение {\displaystyle g^{-1}} в качестве обратной функции для g является неявным определением. Для некоторых функций g функция {\displaystyle g^{-1}(y)} может быть записана в замкнутой форме. Например, если {\displaystyle g(x)=2x-1}, имеем {\displaystyle g^{-1}(y)={\tfrac {1}{2}}(y+1)}. Однако часто это сделать невозможно или можно сделать только при введении дополнительных обозначений (как для W-функции Ламберта в примере ниже).
Интуитивно, обратная функция получается из g путём смены ролей переменных.
Пример. W-функция Ламберта является неявной функцией, дающей решения по x уравнения {\displaystyle y-xe^{x}=0}.

### Алгебраические функции
Алгебраическая функция — функция, которая удовлетворяет полиномиальному уравнению, коэффициенты которого сами являются многочленами. Например, алгебраическая функция от одной переменной x даёт решение для y уравнения
{\displaystyle a_{n}(x)y^{n}+a_{n-1}(x)y^{n-1}+\cdots +a_{0}(x)=0\,,}
где коэффициенты {\displaystyle a_{i}(x)} являются многочленами от x. Эту алгебраическую функцию можно записать как правую часть решения уравнения {\displaystyle y=f(x)}. Если записать таким образом, функция f окажется многозначной неявной функцией.
Алгебраические функции играют важную роль в математическом анализе и алгебраической геометрии. Простой пример алгебраической функции задаётся левой частью уравнения единичной окружности:
{\displaystyle x^{2}+y^{2}-1=0\,.}
Решение уравнение по y даёт явное решение:
{\displaystyle y=\pm {\sqrt {1-x^{2}}}\,.}
Но даже без указания явного решения можно указать неявное решение уравнения единичной окружности как {\displaystyle y=f(x)}, где f является многозначной неявной функцией.
Хотя явное решение можно найти для квадратных, кубических уравнений и уравнений четвёртой степени, в общем случае это неверно для уравнений пятой степени и выше, таких как
{\displaystyle y^{5}+2y^{4}-7y^{3}+3y^{2}-6y-x=0\,.}
Тем не менее, можно продолжать ссылаться на неявное решение {\displaystyle y=f(x)}, используя многозначную неявную функцию f.

## Предостережения
Не любое уравнение {\displaystyle R(x,y)=0} приводит к графику однозначной функции, уравнение окружности является показательным примером. Другим примером является неявная функция, заданная уравнением {\displaystyle x-C(y)=0}, где C — кубический многочлен, имеющий «горб» на графике. Тогда, чтобы неявная функция была истинной (однозначной) функцией, необходимо использовать только часть графика. Неявная функция может быть успешно определена как истинная функция только после «уменьшения поля» некоторой части оси x и «отрезания» некоторых нежелательных ветвей функции. После чего можно выписать выражение для y как неявной функции остальных переменных.
Определение функции равенством {\displaystyle R(x,y)=0} может иметь также другие патологии. Например, из равенства {\displaystyle x=0} не вытекает никакой вообще функции {\displaystyle f(x)}, дающей решение для y, поскольку это вертикальная прямая. Чтобы избежать проблем, подобных этой, часто выдвигаются различные ограничения на уравнения или на область определения функции. Теорема о неявной функции даёт единый подход работы с такого вида патологиями.

## Неявное дифференцирование
В математическом анализе метод, называемый неявным дифференцированием, использует дифференцирование сложной функции для дифференцирования неявно заданных функций.
Чтобы продифференцировать неявную функцию {\displaystyle y(x)}, определённую уравнением {\displaystyle R(x,y)=0}, обычно нельзя просто решить это уравнение явно относительно y, а затем продифференцировать. Вместо этого можно найти полную производную {\displaystyle R(x,y)=0} по x и y и решить затем полученное линейное уравнение по {\displaystyle {\tfrac {dy}{dx}}}, чтобы получить производную в терминах x и y. Даже если имеется возможность решить явно исходное уравнение, полученная из полной производной функции формула является обычно более простой и более удобной для использования.

### Примеры
Пример 1. Рассмотрим
{\displaystyle y+x+5=0\,.}
Это уравнение легко решить по y, что даёт
{\displaystyle y=-x-5\,,}
где правая часть является явным представлением функции {\displaystyle y(x)}. Дифференцирование даёт {\displaystyle {\tfrac {dy}{dx}}=-1}.
Можно, однако, продифференцировать исходное уравнение:
{\displaystyle {\begin{aligned}{\frac {dy}{dx}}+{\frac {dx}{dx}}+{\frac {d}{dx}}(5)&=0\,;\\[6px]{\frac {dy}{dx}}+1+0&=0\,.\end{aligned}}}
Решая относительно {\displaystyle {\tfrac {dy}{dx}}}, получим
{\displaystyle {\frac {dy}{dx}}=-1\,,}
и получаем тот же ответ, что и до этого.
Пример 2. Примером неявной функции, для которой неявное дифференцирование проще, чем явное, служит функция {\displaystyle y(x)}, выраженная уравнением
{\displaystyle x^{4}+2y^{2}=8\,.}
Чтобы явно продифференцировать по x, сначала перепишем равенство в виде
{\displaystyle y(x)=\pm {\sqrt {\frac {8-x^{4}}{2}}}\,,}
а теперь дифференцируем эту функцию. Это создаёт две производные — одна для {\displaystyle y\geqslant 0}, а другая для {\displaystyle y<0}.
Существенно проще выполнить неявное дифференцирование исходного уравнения:
{\displaystyle 4x^{3}+4y{\frac {dy}{dx}}=0\,,}
что даёт
{\displaystyle {\frac {dy}{dx}}={\frac {-4x^{3}}{4y}}=-{\frac {x^{3}}{y}}\,.}
Пример 3. Часто трудно или даже невозможно решить уравнение явно относительно y, и неявное дифференцирование становится единственным допустимым методом дифференцирования. Примером является уравнение
{\displaystyle y^{5}-y=x\,.}
Невозможно алгебраически выразить y как функцию от x, поэтому нельзя найти {\displaystyle {\tfrac {dy}{dx}}} путём явного дифференцирования. Используя неявный метод можно получить {\displaystyle {\tfrac {dy}{dx}}} путём дифференцирования уравнения, что даёт
{\displaystyle 5y^{4}{\frac {dy}{dx}}-{\frac {dy}{dx}}={\frac {dx}{dx}}\,,}
где {\displaystyle {\tfrac {dx}{dx}}=1}. Выносим {\displaystyle {\tfrac {dy}{dx}}} и получаем
{\displaystyle \left(5y^{4}-1\right){\frac {dy}{dx}}=1\,,}
что даёт в результате выражение
{\displaystyle {\frac {dy}{dx}}={\frac {1}{5y^{4}-1}}\,,}
которое определено для
{\displaystyle y\neq \pm {\frac {1}{\sqrt[{4}]{5}}}\quad } и {\displaystyle \quad y\neq \pm {\frac {i}{\sqrt[{4}]{5}}}\,.}

### Формула для производной неявной функции
Если {\displaystyle R(x,y)=0}, то
{\displaystyle {\frac {dy}{dx}}=-{\frac {\,{\frac {\partial R}{\partial x}}\,}{\frac {\partial R}{\partial y}}}=-{\frac {R_{x}}{R_{y}}}\,,}
где {\displaystyle R_{x}} и {\displaystyle R_{y}} обозначают частные производные функции R соответственно по x и y.
Вышеприведённая формула получается из многомерного варианта дифференцирования сложной функции для получения полной производной функции по x обеих сторон выражения {\displaystyle R(x,y)=0}:
{\displaystyle {\frac {\partial R}{\partial x}}{\frac {dx}{dx}}+{\frac {\partial R}{\partial y}}{\frac {dy}{dx}}=0\,,}
следовательно
{\displaystyle {\frac {\partial R}{\partial x}}+{\frac {\partial R}{\partial y}}{\frac {dy}{dx}}=0\,,}
откуда, при решении относительно {\displaystyle {\tfrac {dy}{dx}}} получаем вышеупомянутое выражение.

## Теорема о неявной функции

Единичную окружность можно определить неявно как множество точек, удовлетворяющих. Около точки A величину y можно выразить как неявную функцию. (В отличие от многих случаев здесь функцию можно представить явно как .) Не существует такой функции около точки B, где касательная вертикальна.

Пусть {\displaystyle R(x,y)} будет дифференцируемой функцией от двух переменных, а {\displaystyle (a,b)} пусть будет парой вещественных чисел, таких что {\displaystyle R(a,b)=0}. Если {\displaystyle {\tfrac {\partial R}{\partial y}}\neq 0}, равенство {\displaystyle R(x,y)=0} определяет неявную функцию, которая дифференцируема в некой достаточно малой окрестности точки {\displaystyle (a,b)}. Другими словами, существует дифференцируемая функция f, которая определена и дифференцируема в некоторой окрестности точки a, такая что {\displaystyle R(x,f(x))=0} для x в этой окрестности.
Условие {\displaystyle {\tfrac {\partial R}{\partial y}}\neq 0} означает, что {\displaystyle (a,b)} является регулярной точкой неявной кривой уравнения {\displaystyle R(x,y)=0}, где касательная не вертикальна.
Если говорить на более простом (менее точном) языке, неявные функции существуют и могут быть продифференцированы, если кривая не имеет вертикальной касательной.

## В алгебраической геометрии
Рассмотрим отношение вида {\displaystyle R(x_{1},\dots ,x_{n})=0}, где R многочлен от нескольких переменных. Множество значений переменных, которые удовлетворяют этому отношению, называется неявной кривой, если {\displaystyle n=2} и неявной поверхностью, если {\displaystyle n=3}. Неявные уравнения составляют базис алгебраической геометрии, основным предметом которой является одновременное решение нескольких неявных уравнений, левыми частями которых служат многочлены. Эти множества решений называются аффинными алгебраическими множествами.

## В теории дифференциальных уравнений
Решения дифференциальных уравнений обычно выражаются неявными функциями.

## Приложения в экономике

### Предельная норма замещения
В экономической науке, где множество уровня {\displaystyle R(x,y)=0} является кривой безразличия для величин x и y расходуемых материалов, абсолютное значение неявной производной {\displaystyle {\tfrac {dy}{dx}}} интерпретируется как предельная норма замещения двух материалов — сколько нужно y, чтобы не заметить потери единицы материала x.

### Предельная норма технического замещения
Аналогично иногда множество уровня {\displaystyle R(L,K)} является изоквантой, показывающей различные комбинации используемой рабочей силы L и производственного капитала K, которые приводят к производству некоторого определённого количества продуктов. В этом случае абсолютное значение неявной производной {\displaystyle {\tfrac {dK}{dL}}} интерпретируется как предельная норма технического замещения между двумя факторами производства — насколько больше капитала фирмы потребуется для производства того же количества продукта при уменьшении на единицу рабочей силы.

### Оптимизация
Часто в теоретической экономике некоторая функция, такая как функция полезности или прибыли, максимизируется по вектору x, даже если целевая функция не ограничена определённой формой. Теорема о неявной функции гарантирует, что условия первого порядка задачи оптимизации определяют неявную функцию для каждого элемента оптимального вектора {\displaystyle x*}. В случае максимизации прибыли обычно неявной функцией служат потребность в рабочей силе и предложение различных продуктов. Если максимизируется полезность, обычно неявными функциями выступают трудовые ресурсы и кривые спроса для различных продуктов.
Более того, влияние параметров задачи на {\displaystyle x*} — частные производные неявной функции — может быть выражено посредством системы полных производных первого порядка, найденных с помощью полной производной функции.